# 마쓰다 MX-5
마쓰다 MX-5(Mazda MX-5)는 마쓰다 자동차에서 만든 로드스터이다. 일본에서의 차명은 로드스터이며, 그 외의 국가에서는 MX-5, MX-5 미아타 등의 차명으로 판매된다.

## 1세대(NA)

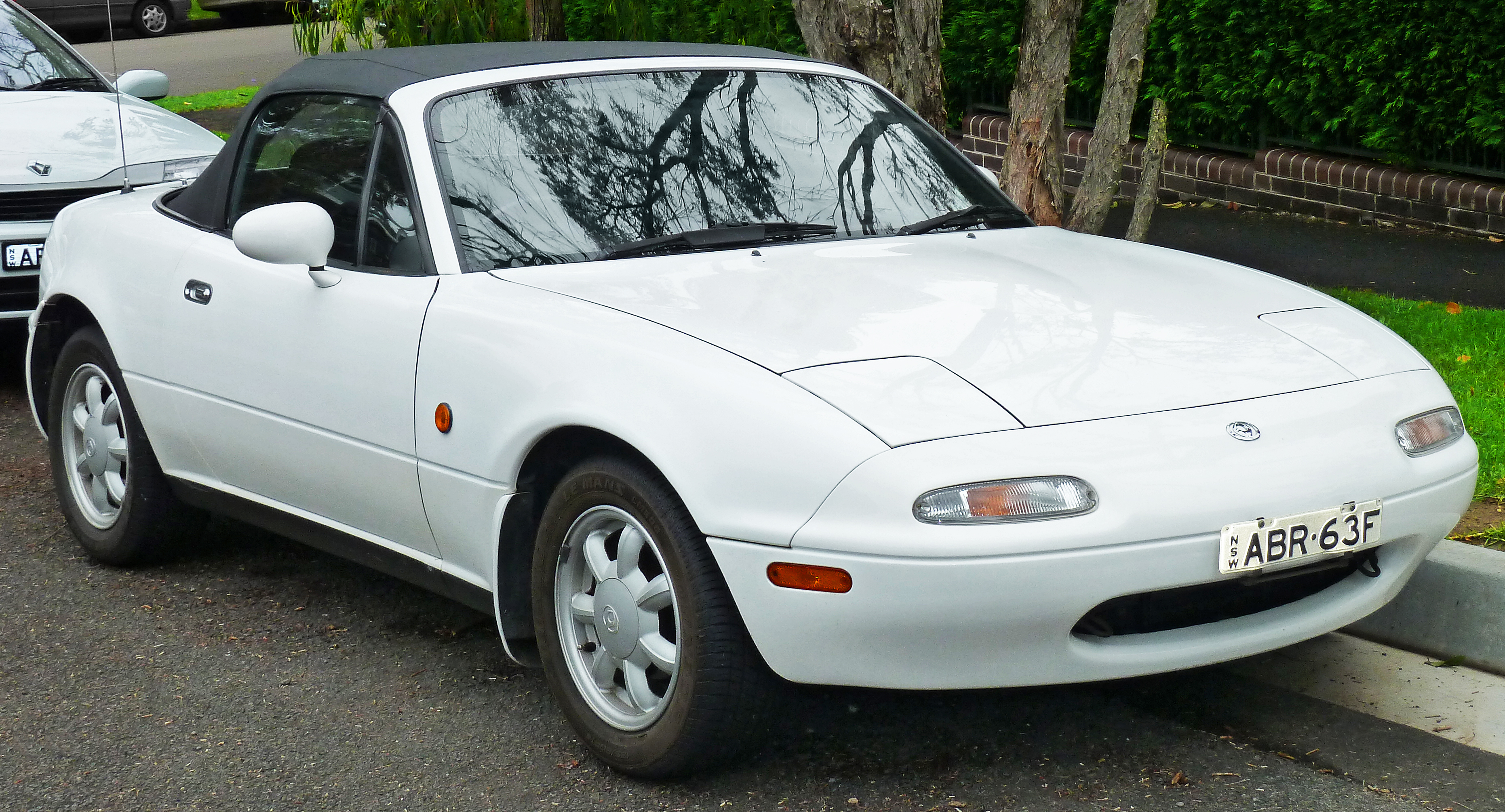
마쓰다 MX-5 정측면

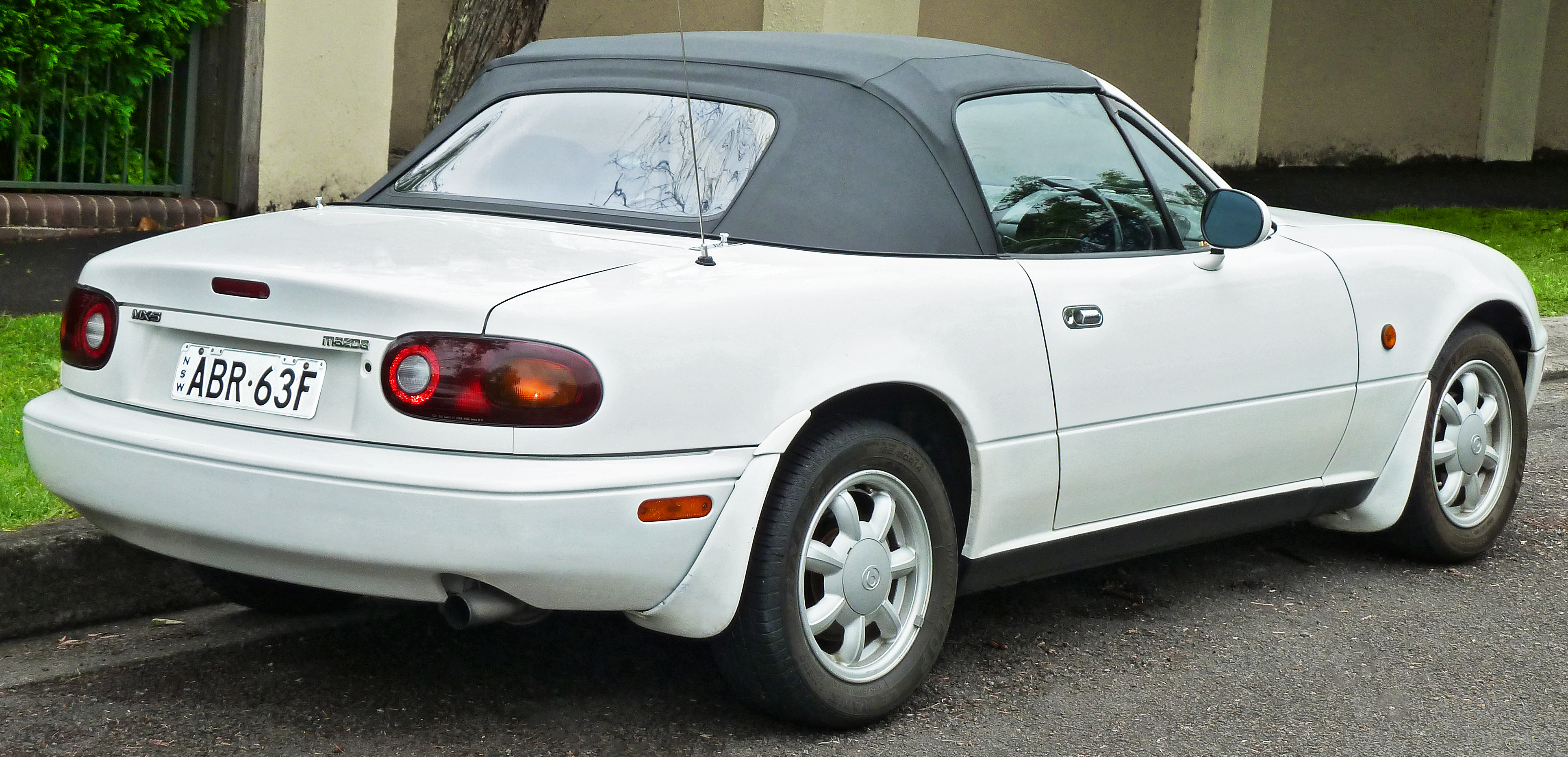
마쓰다 MX-5 후측면

1989년에 미국 시카고 모터쇼에서 MX-5 미아타라는 차명으로 처음 발표됐으며, 같은 해 9월에 유노스 딜러를 통해 유노스 로드스터라는 차명으로 판매를 시작했다. 로터스 엘란(1세대)와 비슷한 디자인으로 화제를 불러일으켰으며, 처음에는 파밀리아와 같은 1.6L 엔진을(120마력) 탑재했다. 여기에 5단 수동변속기를 맞물렸다. 출시 첫 해에 일본에서 9,307대를 팔았으며, 이듬해인 1990년에는 전 세계에서 93,626대를 판매하여 로드스터로서 공전의 히트를 기록했다. 히트를 기록한 같은 해 3월에는 4단 자동변속기가 추가되었으며, 8월에는 나르디에서 제조한 우드 스티어링 휠과 우드 시프트 노브 등의 내장 컬러를 갖춘 V-스페셜을 내놓았다. 1991년 7월에는 전용 바디 컬러(선 버스트 옐로우)를 채택한 800대 한정의 J-리미티드를 내놓았고, 같은 해 8월에는 V-스페셜에 블랙 컬러가 추가되었다. 12월에는 전용 바디 컬러(블루 블랙)와 파나 스포츠에서 만든 15인치 알루미늄 휠, 4점식 롤 바, 기계식 미터, 버켓 시트를 적용하고, 출력을 10마력 이상 끌어올린 300대 한정의 M2 1001을 발매했다. 1992년에는 안전 사양을 추가하였으며, 전용 바디 컬러(부레부 블루)와 아이보리 색상의 실내와 가죽 시트로 치장한 300대 한정의 M2 1002를 발매했다. 같은 해 12월에는 인테리어를 레드로 장식하고, 14인치 BBS 알루미늄 휠을 장착한 S-스페셜 기반의 1,000대 한정판인 S-리미티드를 발매했다. 1993년 7월에는 마이너 체인지를 단행하면서 1.8L 엔진(130마력)으로 개량하였다. 벨브 타이밍을 고속화하고, 출력을 10마력 이상 올려 출력 부족을 해소하였다. 이러한 개량의 영향으로 차량 중량이 990kg으로 증가했다. 같은 해 11월에는 도쿄 지역에서만 판매하는 40대 한정의 도쿄 리미티드를 내놓았고, 12월에는 800대 한정의 J-리미티드 Ⅱ를 발매했다. 1994년 2월에는 누적 판매 30만 대를 달성하였으며, 1995년 8월에는 경량 플라이 휠을 적용하여 엔진의 응답성을 높였다. 1997년 8월에는 스파클 그린 메탈릭과 샤 스트 화이트 투톤 바디 컬러와 버프 14인치 알루미늄 휠, 토센에서 만든 LSD를 장착한 700대 한정의 SR-리미티드를 내놓았다. 이듬해인 1998년에 2세대에 자리를 물려줘 단종되었다. 만화 이니셜 D에서 도치기현 세븐 스타 리프 팀의 리더인 스에츠구 토오루가 타는 차량으로 등장하였으며, 빨간색에 1.8L 엔진을 보링하여 190마력의 출력을 내고, 독립 스로틀을 장착하였다. 그리고, 이 차에는 에어백이 없어서 매우 위험하다.

## 2세대(NB)

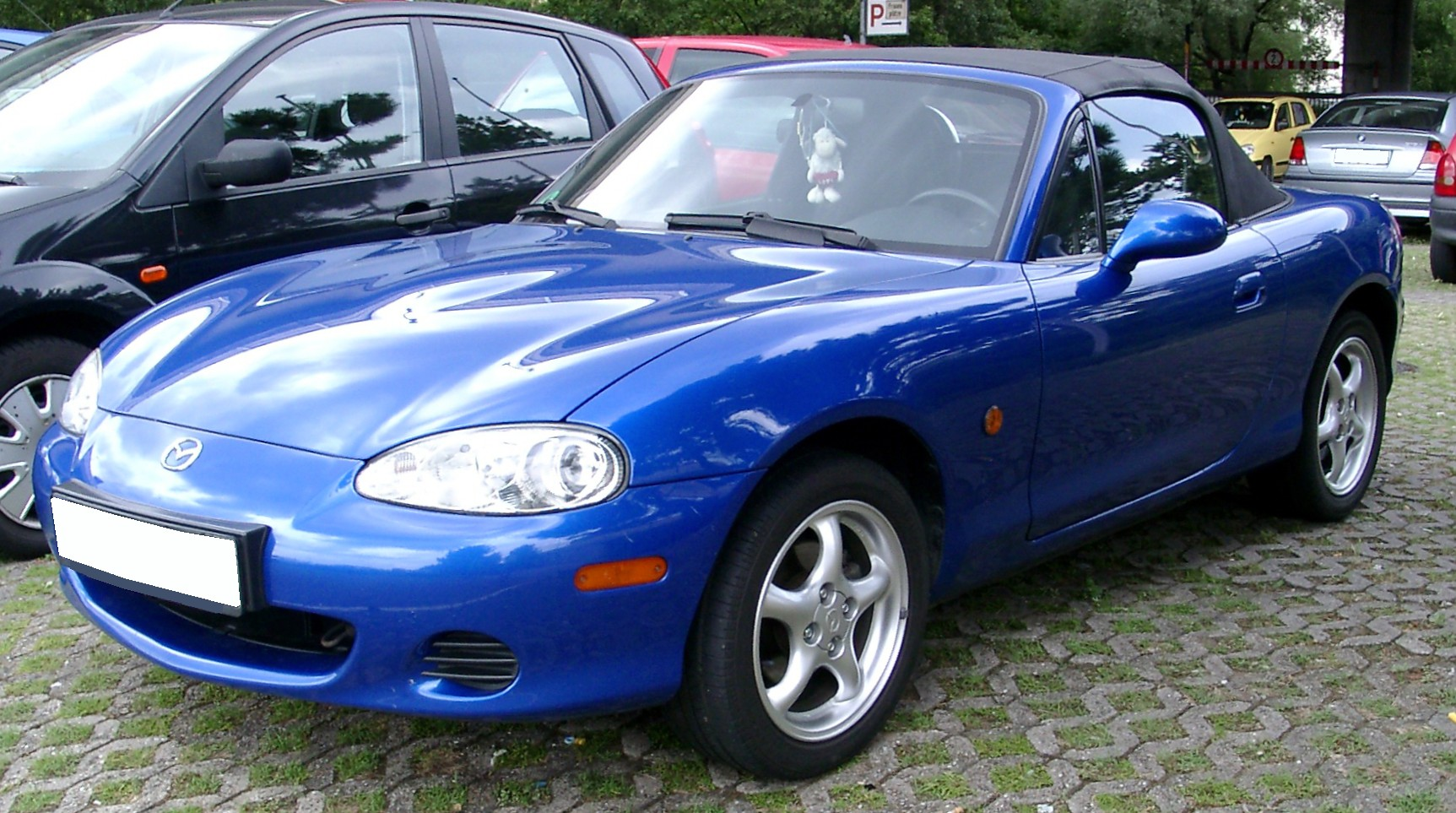
마쓰다 MX-5 정측면

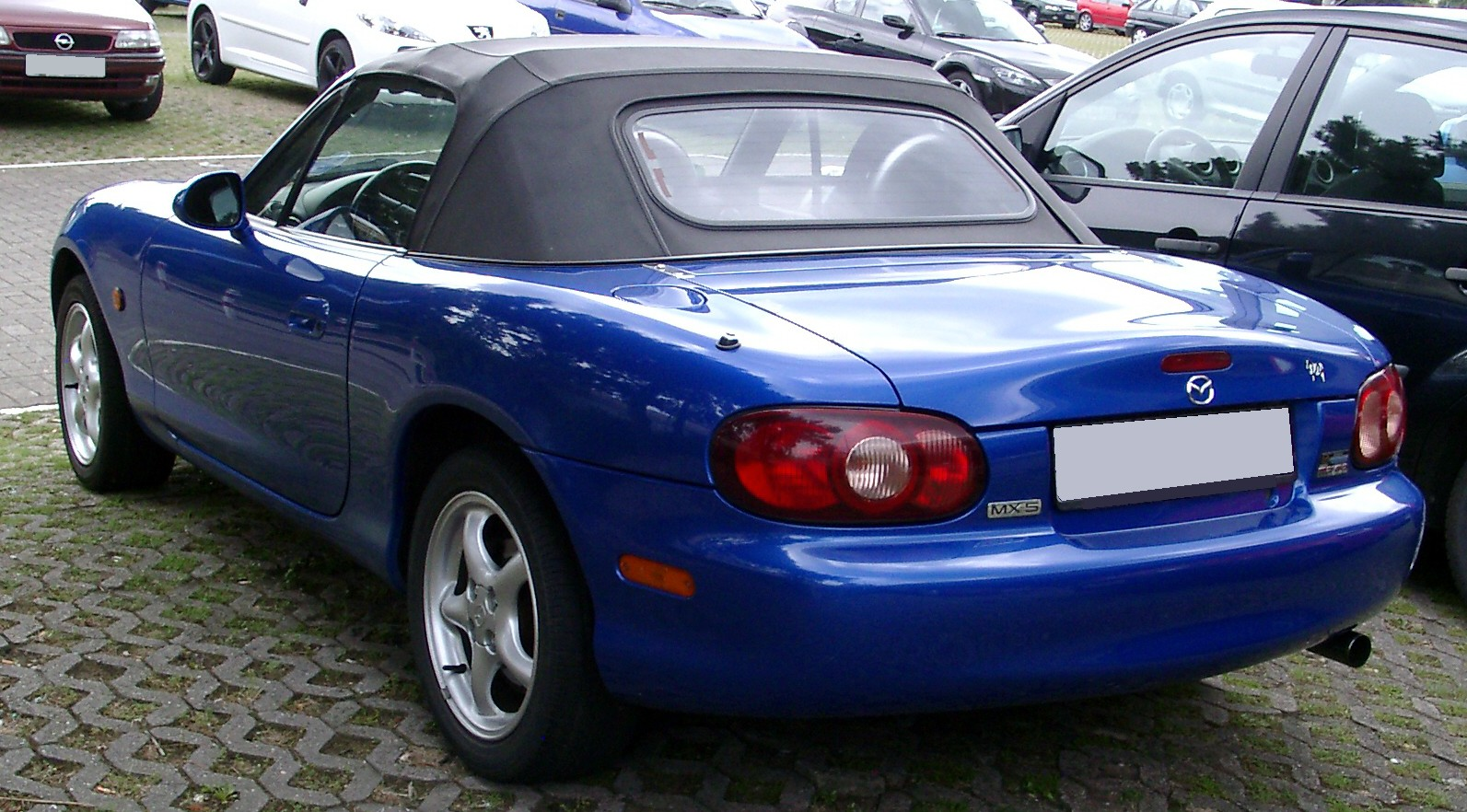
마쓰다 MX-5 후측면

1998년 1월에 출시되었으며, 1세대를 판매한 딜러인 유노스가 폐지됨에 따라 차명에서 유노스가 빠졌다. 1세대에 장착했던 리터렉터블 타입의 헤드 램프는 안전을 이유로 사라졌고, 일반형으로 바뀌었다. 서스펜션을 보강하였으며, 1.6L 엔진을 부활시켰다. 또한 가변 흡기 시스템을 적용한 1.8L 엔진은 145마력으로 출력을 높였다. 여기에 1.6L 엔진에는 5단 수동변속기와 4단 자동변속기를 맞물렸고, 1.8L에는 6단 수동변속기를 맞물렸다. 1999년에는 탄생 10주년을 맞이하여, 이노센트 블루라는 전용 바디 컬러와 전용 플라이 휠 등을 적용한 전 세계 7,500대 한정판인 10th 애니버서리를 내놓았고, 누적 생산 50만 대를 달성하였다. 2000년 7월에는 세계 기네스북에 가장 많이 판매된 2인승 경량 오픈 스포츠카로 이름을 올렸으며, 2001년 12월에는 모터 스포츠용 그레이드인 NR-A를 추가하였다. 2002년 7월과 2003년 9월에 2번의 마이너 체인지를 단행했으며, 2003년 10월에는 200대 한정의 로드스터 쿠페를, 같은 해 12월에는 1.8L 엔진(172마력)에 터보차저를 올린 350대 한정의 로드스터 터보를 내놓았다. 2004년 3월에는 누적 생산 70만 대를 돌파하였다. 만화 이니셜 D에서는 팀 246의 리더 오미야 사토시가 타는 차량으로 등장했는데, 1.8L 엔진이 탑재된 차량이다.

## 3세대(NC)

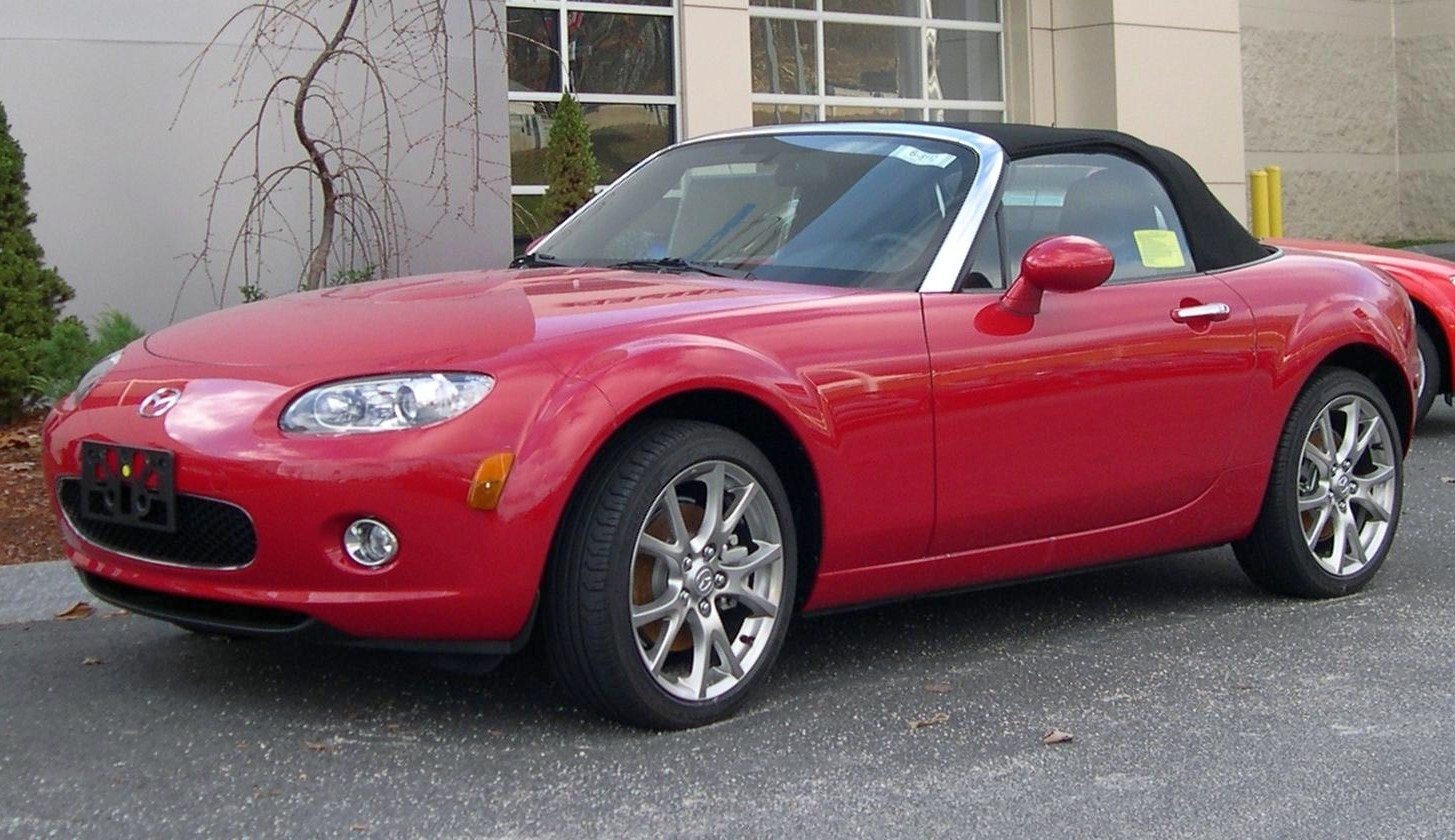
마쓰다 MX-5(전기형) 정측면

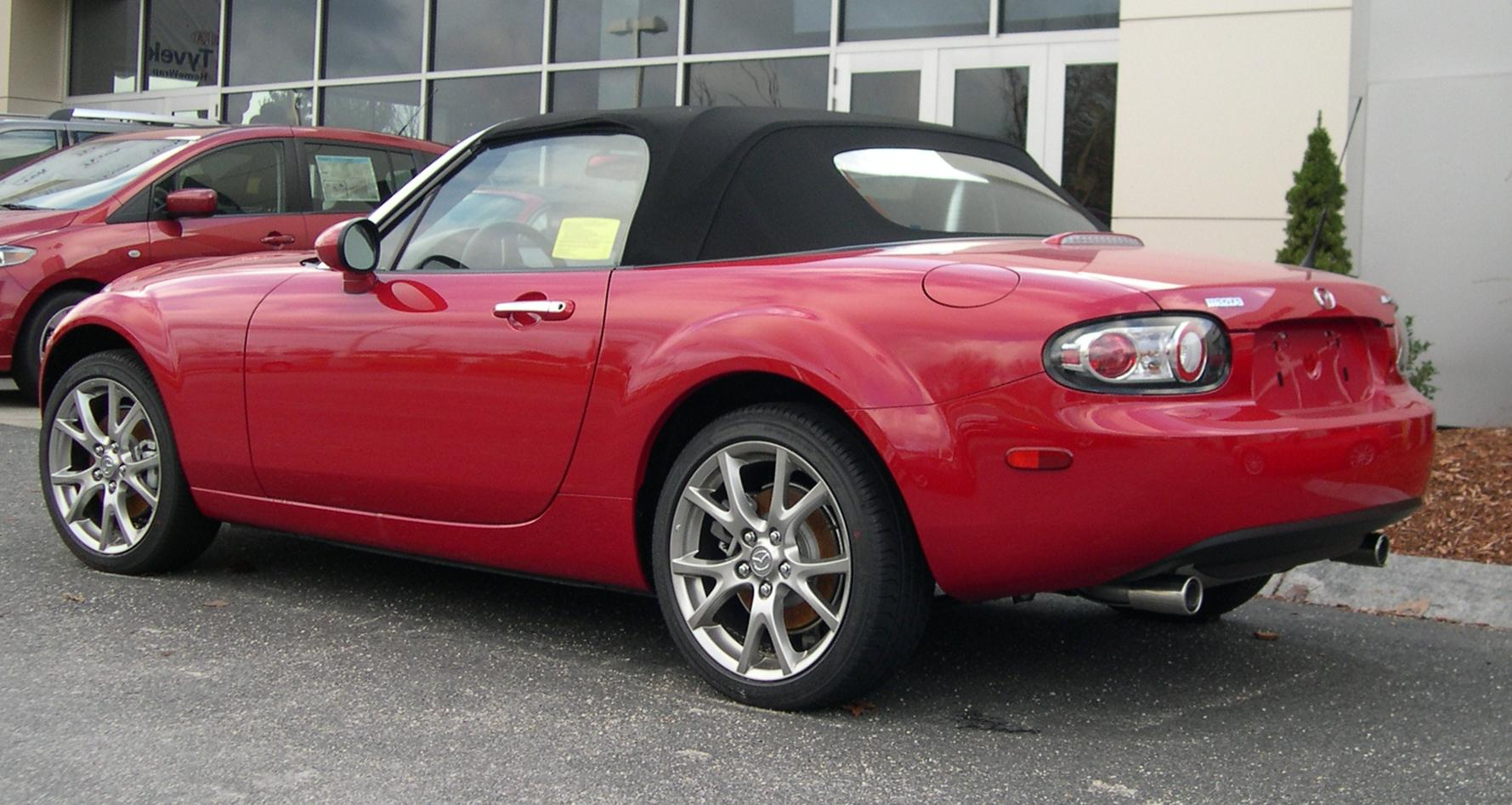
마쓰다 MX-5(전기형) 후측면

2005년 2월에 제네바 모터쇼를 통해 세계 최초로 공개되었으며, 같은 해 5월에 생산에 들어갔다. 일본에서의 판매는 8월에 시작했다. 2.0L 엔진(170마력) 한 가지로 통일되었으며, 여기에 6단 자동변속기와 5단 수동변속기, 6단 수동변속기를 맞물렸다. 같은 11월에는 일본에서 올해의 차 수상 영광을 안았으며, 12월에 기념 스페셜 그레이드를 발매했다. 2006년 3월에는 모터 스포츠용 그레이드인 NR-A를, 8월에는 파워 개폐식 하드탑 사양을 추가했다. 2007년 1월에 누적 생산 80만 대를 달성하여 기네스 기록 갱신을 신청하였으며, 10월에는 특별 그레이드인 프레스티지 에디션을 내놓았다. 2008년 12월에는 마쓰다 특유의 오각형 프론트 그릴, 범퍼와 매끄럽게 이어진 리어 램프, 레카로 버켓 시트를 적용하는 등의 변화를 가졌다. 2009년 7월에 알칸타라와 가죽 재질을 결합한 레카로 버켓 시트, 20주년 기념 장식 등을 적용한 20th 애니버서리를 내놓았고, 2011년 2월에는 누적 생산 90만 대를 달성하여 다시 한 번 기네스 갱신을 신청했다. 2012년 7월에 마이너 체인지를 실시했는데, 보행자를 보호하는 액티브 후드를 기본 사양으로 채택함과 동시에 부품들을 경량화했다. 2014년 5월에는 뉘르부르크링 24시 레이스에 참전했으며, 파워 개폐식 하드탑 프론트 필러, 사이드 미러의 색상을 브릴리언트 블랙으로 통일하고, 피스톤과 커넥팅 로드, 플라이 휠 등 엔진 부품들을 개선한 25대 한정의 25th 애니버서리를 발매했다.

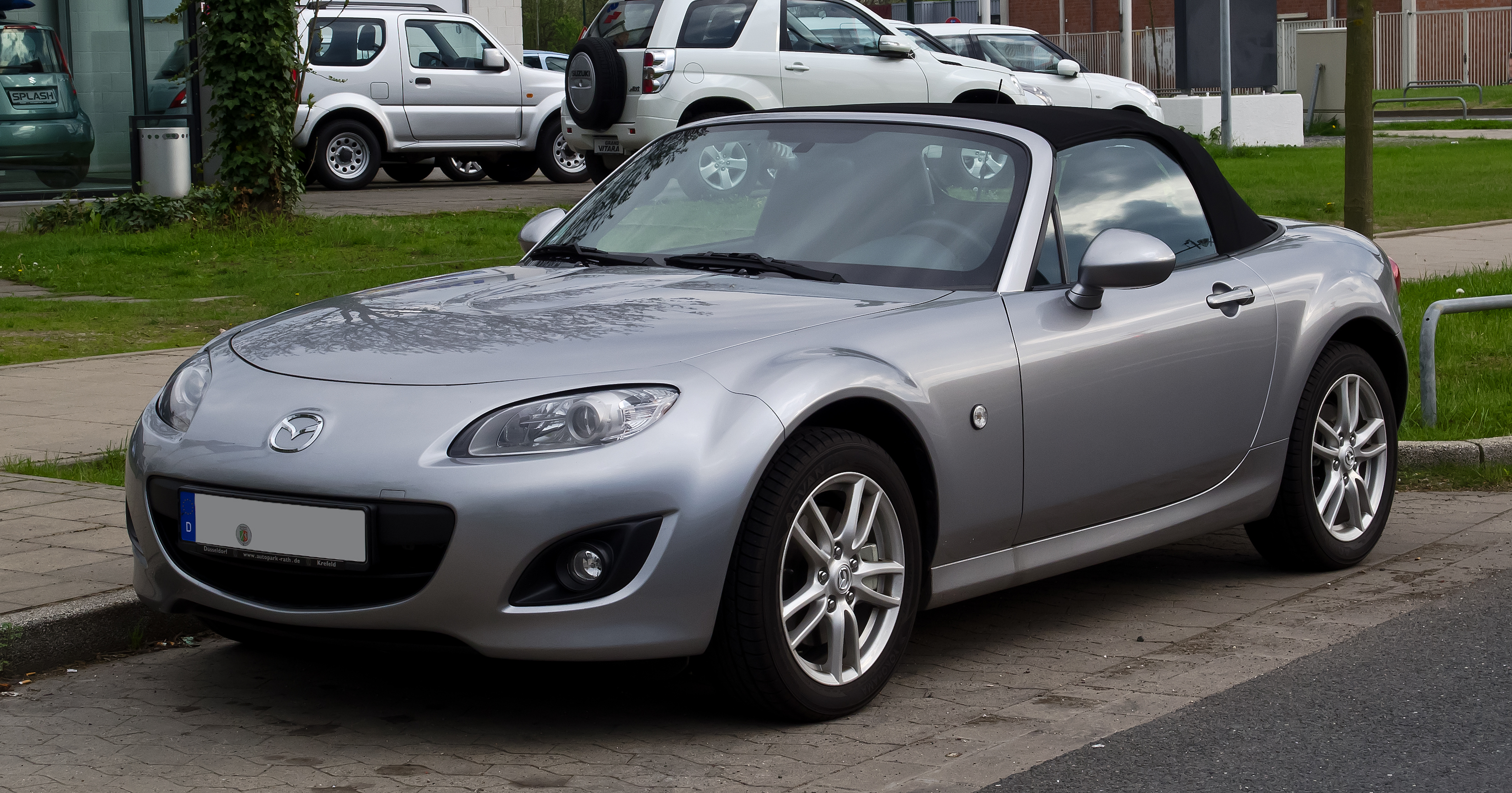
마쓰다 MX-5(후기형) 정측면
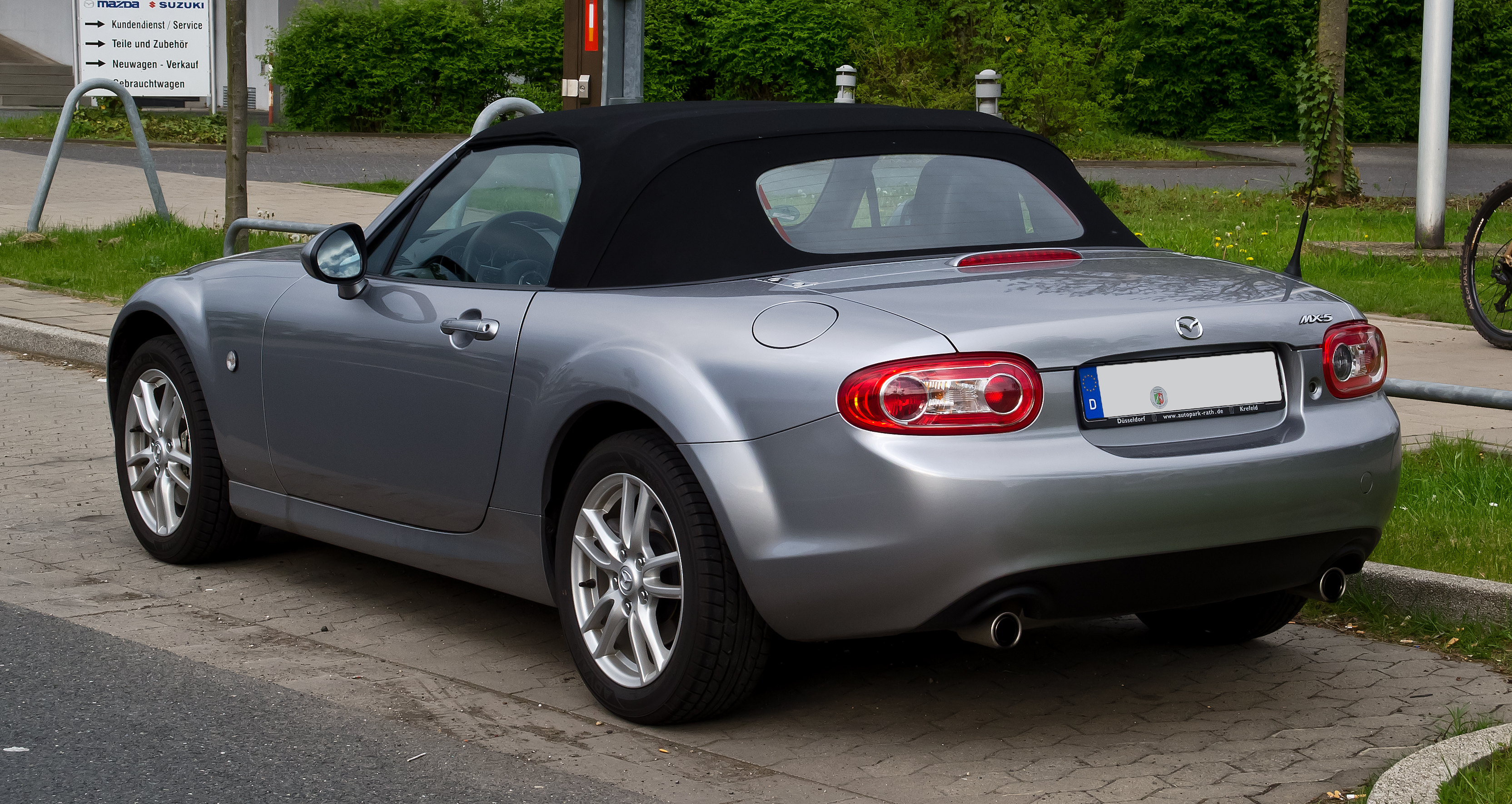
마쓰다 MX-5(후기형) 후측면

## 4세대(ND)

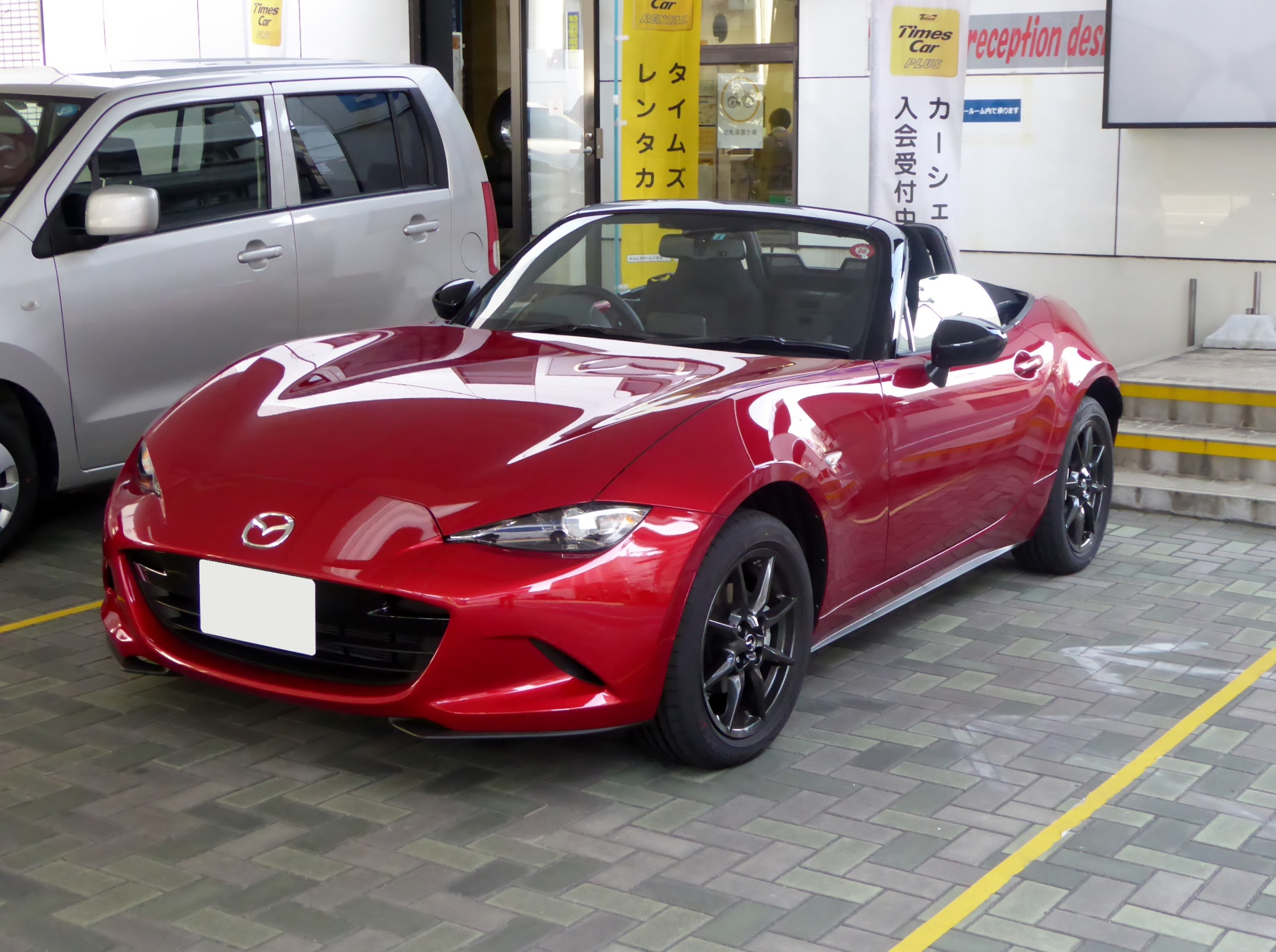
마쓰다 MX-5 정측면

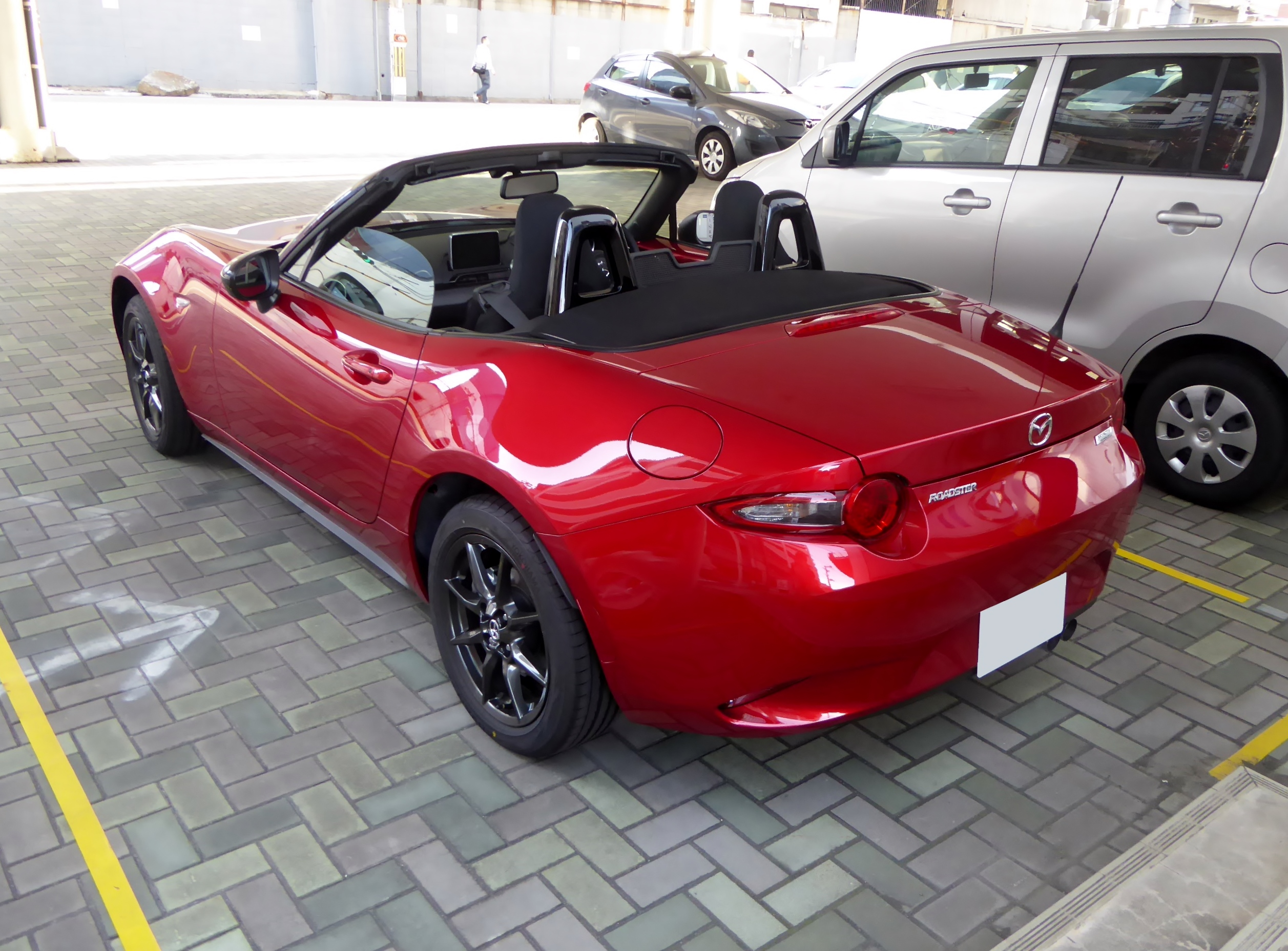
마쓰다 MX-5 후측면

2015년 5월에 출시되었으며, 피아트와의 정식 사업 계획을 체결하고, 합작으로 만든 첫 차종이다. 초고장력 강판을 58%에서 71%로 확대하였으며, 대폭적인 경량화를 통해 1세대와 같은 990kg의 중량을 달성했다. 1.5L 엔진으로 다운 사이징했으며, 131마력의 출력을 낸다. 여기에 6단 수동변속기나 6단 자동변속기를 맞물린다. 같은 해 9월에는 레이싱 그레이드인 NR-A를 추가하였으며, 10월에는 RS 그레이드를 추가했다.
2019년 nd2 2.0 185마력모델이 나왔다